# Coenonympha kodiak
Coenonympha kodiak is een vlinder uit de onderfamilie Satyrinae van de familie Nymphalidae. De wetenschappelijke naam van de soort is voor het eerst geldig gepubliceerd in 1870 door William Henry Edwards.